# Dale Winton
Pour les articles homonymes, voir Winton.
Dale Jonathan Winton (né le 22 mai 1955 à Marylebone (Londres) et mort le 18 avril 2018 à Whetstone (Londres)) est un animateur de radio et de télévision britannique.

## Biographie
Dale Winton est le fils de l'actrice Sheree Winton. En 1957, elle et son père Gary Winner, un homme d'affaires juif se marient. Son père meurt en 1968 le jour de sa Bar Mitzvah. Sa mère se suicide le 29 mai 1976.
Il commence comme DJ à Richmond et devient l'ami de Steve Allen. En 1982, Winton s'installe à Londres et commence sa carrière de divertissement en tant que DJ le week-end. Il rentre dans United Biscuits Network et exerce diverses fonctions avant d'avoir son émission le matin. Il rejoint alors Radio Trent où il anime le week-end puis le midi dans la semaine avant de partir en 1985 puis est dans de petites radios locales.
Dale Winton commence sa carrière à la télévision en 1987, sur Channel 4, Lifestyle ou ITV. De 1993 à 2000, il anime Dale's Supermarket Sweep la journée sur ITV. En 2007, le jeu revient à l'antenne. Il est le portrait de l'animateur irritant du roman Trainspotting et joue ce rôle dans le film. En 1995 et 1996, il est présent dans Pets Win Prizes.
En 1997, il présente la finale de The Great British Song Contest, la présélection nationale britannique pour le Concours Eurovision de la chanson. De 1997 à 2002, il anime le jeu The Other Half.
En 2001, il est dans l'émission d'endurance Touch the Truck qui dure pendant quatre jours entiers. En 2002, Dale Winton est présentateur de The National Lottery: In It to Win It.
En 2003, il accepte d'être dans un documentaire parodique sur son mariage avec le mannequin Nell McAndrew. De 2004 à 2006, il présente trois séries d'émissions de Celebrity Fit Club. En août 2006, Endemol le choisit pour le pilote d'une émission qui n'est finalement pas retenue.
En février 2008, il tourne pour la BBC le pilote d'une émission de caméra cachée puis anime l'adaptation britannique du jeu japonais Brain Wall. Pour la deuxième saison en 2009, il est remplacé par Anton du Beke.
Il apparaît dans des vidéos du site cashmygold.co.uk. En 2012, il anime le jeu Dale's Great Getaway qui n'aura qu'une émission.
En 2000, Dale Winton remplace Alan Freeman pour présenter Pick of the Pops sur BBC Radio 2. Il arrête le 30 octobre 2010 et est remplacé par Tony Blackburn.
En 2002, il publie son autobiographie où il raconte le suicide de sa mère et parle de son homosexualité.

## Source de la traduction
- (en) Cet article est partiellement ou en totalité issu de l’article de Wikipédia en anglais intitulé « Dale Winton » (voir la liste des auteurs).